# Galadriel
Galadriel è un personaggio di Arda, l'universo immaginario fantasy creato dallo scrittore inglese J. R. R. Tolkien. Compare in Il Signore degli Anelli, Il Silmarillion, Racconti incompiuti e Racconti ritrovati.
Era una nobile elfa della Terra di Mezzo, che regnò insieme al suo sposo Celeborn sui reami di Eregion e Lórien. Spesso viene citata come Dama di Lórien o Dama dei Galadhrim. Al di fuori del reame di Lothlórien, tuttavia, ci si riferisce a lei semplicemente come Dama Galadriel o Dama o Dama dei Boschi. Ella e Celeborn divennero noti come Il Signore e la Dama. Galadriel non fu mai regina, sebbene fosse di sangue reale e probabilmente avrebbe desiderato esserlo.
Il suo nome paterno era Artanis (lett. "Nobile donna") e quello materno Nerwen (lett. "Ragazza-uomo"), in riferimento alla sua notevole altezza e alla sua forza sia corporea che interiore. Ma il nome che preferì fra tutti fu quello di Galadriel, versione Sindarin del Telerin Quenya Alatáriel, «essendo il più bello dei suoi nomi, quello che le era stato dato dal suo innamorato, Celeborn dei Teleri, che più tardi sposò nel Beleriand», che significa "Donna coronata con una ghirlanda di luce brillante", in riferimento ai suoi capelli. Gli Elfi di Tirion ritenevano che nei capelli di Galadriel fosse rimasta imprigionata la luce dei due Alberi di Valinor, Laurelin e Telperion. Fu molto ammirata da Fëanor e forse ne fu fonte d'ispirazione per la creazione dei Silmaril.
Il nome Galadhriel (lett. "Albero-ghirlanda") veniva usato al di fuori di Lórien dalla gente che non conosceva i giorni antichi e la storia di Galadriel, confondendo la parola elfica galadh ("albero") con il nome dei Galadhrim, la gente di Lórien.
Fu la custode dell'Anello d'Acqua, Nenya, forgiato nell'antichità da uno dei più grandi maestri elfici, secondo forse solamente a Fëanor, Celebrimbor. Sua figlia Celebrían sposò Elrond.

## Biografia del personaggio

### Dal Reame Beato alla terza Era

#### Origini e partenza da Aman
Galadriel nacque in Valinor nel 1362 degli Anni degli Alberi, fiera e forte come tutti i discendenti di Finwë, salvo Finarfin. Era una Nolde buona e comprensiva, e di tutti aveva rispetto, ma si risentiva e non aveva a genio il comportamento spavaldo di Fëanor, il creatore dei Silmaril, il quale ammirava lo splendore dei suoi capelli dorati, ottenendone in cambio solo il disprezzo della Dama per i suoi atteggiamenti arroganti.
Pur essendo reverente nei confronti dei Valar, si ribellò a loro durante l'Ottenebramento di Valinor a opera di Morgoth (o Melkor) e Ungoliant. Conobbe Celeborn ad Alqualondë (secondo la prima versione redatta da Tolkien, perché nella versione "canonica", in The Road goes ever on, egli figurava come un Elfo del Doriath alla corte di Thingol, poiché suo padre ne era il nipote) dove viveva da lungo tempo con la stirpe di sua madre.
Imboccò la strada dell'esilio dopo la rivolta di Fëanor, giungendo con Celeborn nel Beleriand, nel porto di cui era signore Círdan il Maestro d'ascia (nei Racconti incompiuti, a differenza de Il Silmarillion, Galadriel giunge con Celeborn su una nave dei Teleri e non con i Noldor al seguito di Fëanor o di Fingolfin, attraversando l'Helcaraxë). Nessuno dei due partecipò mai alla guerra contro Angband, fortezza di Morgoth: si ritirarono, dopo un soggiorno nel Doriath, al di là degli Ered Lindon, prima della distruzione del Beleriand.

#### L'Eregion e Lórien
Per i primi tempi dimorarono sul lago Evendim, a nord della futura Contea, vicino ad Annúminas. Lì, tra il 350 e il 400, nacque Amroth (che, in seguito, Tolkien disconoscerà essere figlio di Celeborn e Galadriel, indicando in Celebrían la loro unica figlia, pur non indicandone la data di nascita). Nel 700 si recarono a est fondando il regno di Eregion, aiutati probabilmente dal fatto che conoscevano i Nani di Khazad-dûm, di cui divennero amici (specialmente Galadriel, perché a volte si dice che Celeborn non li amasse, perché ricordava l'uccisione di Thingol da parte di un gruppo di Nani). Presero contatto con gli Elfi dell'Anduin, i Nandor, lontani congiunti di Celeborn, a quel tempo dislocati in una superficie boschiva che si estendeva su entrambe le rive per alcune decine di miglia e comprendeva anche Dol Guldur.
Capitò che Sauron riuscisse a circuire i fabbri dell'Eregion, primo tra tutti Celebrimbor, fino a che questi, presa coscienza dell'errore, si ribellarono. Celebrimbor diede alla Dama Nenya, uno dei Tre Anelli degli Elfi; Galadriel, nel frattempo, spinta dal rancore dei fabbri irretiti da Sauron, si spostò nel Lórien, ma Celeborn, sviluppata una certa avversione per i Nani che mal concordava con i sentimenti della moglie, rimase nelle terre a Ovest delle Montagne Nebbiose.

#### Riunione con Celeborn
Dopo la distruzione dell'Eregion, Celeborn si rifugiò a Gran Burrone (o Imladris). Dopo il 1800 circa, Galadriel decise di andare alla ricerca di Celeborn, invischiato intanto nella sanguinosa guerra contro le armate di Sauron che ebbe il suo punto di svolta secoli dopo nella battaglia di Dagorlad; lo trovò a Imladris, fondata da poco da Elrond Mezzelfo, e vi dimorarono assieme per molti anni. Si trasferirono poi nel Belfalas, nella futura Dol Amroth, presso il porto elfico di Edhellond, probabilmente all'inizio della Terza Era, recandosi a volte a Lórien e nel Bosco Atro meridionale.
Fu in uno di questi soggiorni che Gandalf il Grigio le consegnò l'Elessar, la mitica gemma magica degli Elfi, che anni dopo sarebbe passata ad Aragorn; fu solo nella Terza Era, nel 1981, dopo la morte di Amroth, che essi, chiamati dai Galadhrim a custodire il loro regno con il potere dell'anello elfico e della gemma, tornarono definitivamente nel Lórien, circa mille anni prima dei fatti che avrebbero preceduto la Guerra dell'Anello. Galadriel protesse Lórien e lo abbellì piantando i secolari mallorn visibili alla fine della Terza Era, facendone la più bella contrada della Terra di Mezzo in quel periodo.

### Galadriel e la Guerra dell'Anello
Nella Terza Era, Galadriel entra a far parte del Bianco Consiglio, a capo del quale vorrebbe mettere Gandalf, e non Saruman il Bianco.
Durante il viaggio verso Sud della Compagnia dell'Anello, Lothlórien è una tappa del viaggio. Galadriel fa la conoscenza di Frodo Baggins che le offre l'Unico Anello, abbagliato dallo splendore della Dama elfica; la Dama rifiuta con fatica il potere a lungo desiderato. Offre ai membri della Compagnia alcuni importanti doni: ad Aragorn ella dona una spilla d'argento a forma di aquila che incastona una grande pietra verde, dono per le future nozze con Arwen (di cui lei è la nonna); a Legolas un arco di Lórien; a Gimli, che osa chiederle un solo e semplice capello, ella ne concede graziosamente tre (l'enorme valore simbolico di ciò si rivela tenendo presente che Galadriel concede volentieri questo dono a Gimli, un Nano, mentre lo rifiutò più volte, molte ere prima, a Fëanor in persona); a Boromir, Meriadoc Brandibuck e Peregrino Tuc dona delle preziose cinture; a Samvise Gamgee una scatolina con polvere di Lórien, per concimare al suo ritorno a casa la terra della Contea, ed una corda elfica; e infine, a Frodo, una fiala d'acqua dello specchio, nel cui interno è stata catturata la luce della stella di Eärendil, la Stella del Vespro: essa dovrà servire al Portatore dell'Anello per le ore più buie del suo viaggio. Subito dopo la partenza della Compagnia, Galadriel ospita e veste il rinato Gandalf, sopravvissuto alla battaglia contro il Balrog di Morgoth.

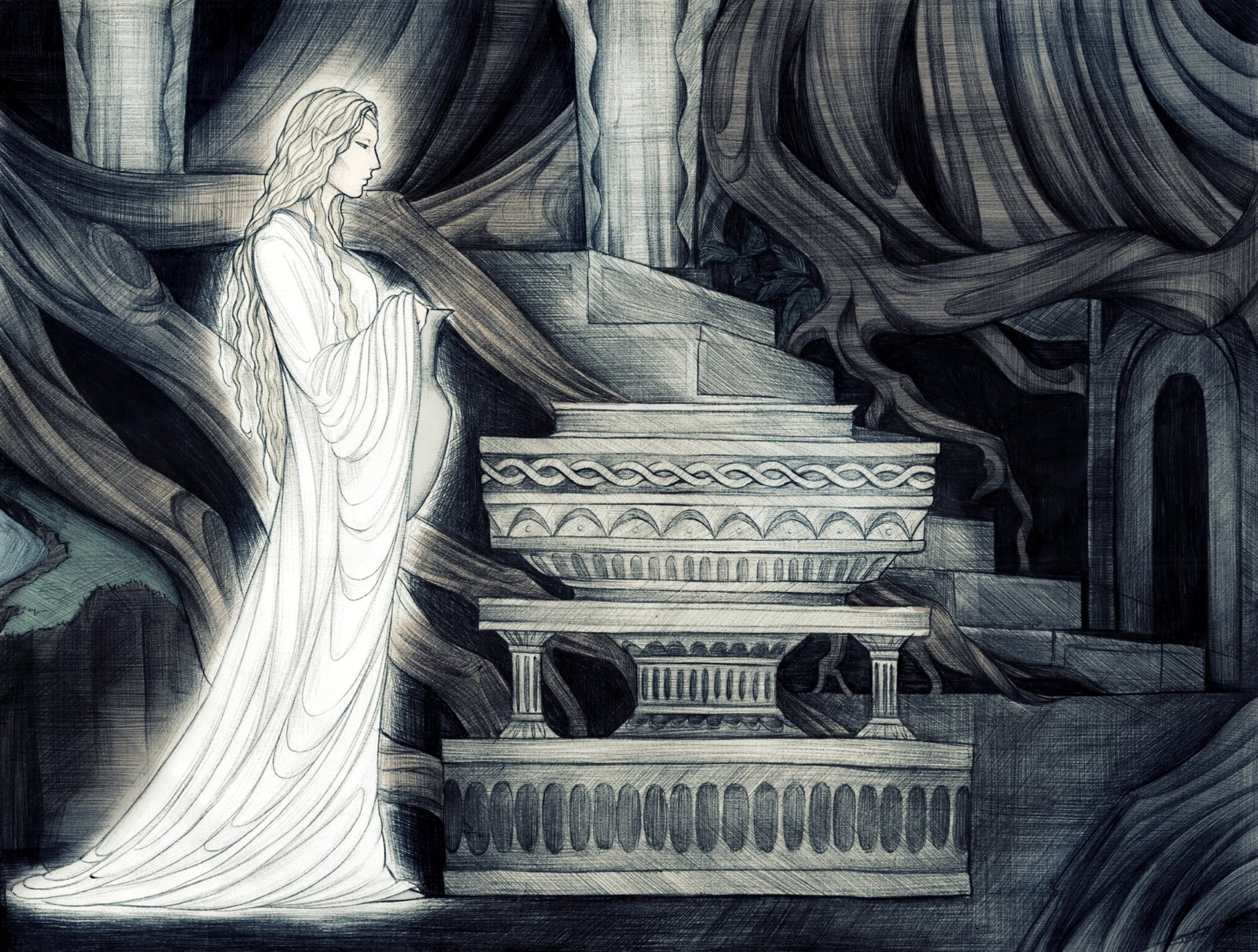
Lo specchio di Galadriel

Durante la Guerra dell'Anello, Lothlórien subisce tre attacchi, tutti respinti, e alla fine di questi Galadriel e Celeborn si inoltrano nel Bosco Atro, dove incontrano Thranduil, re del reame elfico del bosco e dove Galadriel purifica la foresta e la fortezza di Dol Guldur dal ricordo di Sauron. Con la scomparsa dell'Unico Anello la decisione per gli Alti Elfi è chiara; così Galadriel, dopo aver assistito al matrimonio della nipote Arwen e al funerale di Re Théoden, parte dalla Terra di Mezzo insieme ad Elrond, Gandalf, Frodo, Bilbo Baggins e a tanti della sua razza, verso le Terre Imperiture, salpando dai Porti Grigi il 29 settembre del 3021 della Terza Era, andando a riunirsi alla Casa di Finarfin e alla figlia, seguita qualche anno dopo da Celeborn.

## Adattamenti
Nell'adattamento cinematografico di Peter Jackson, è interpretata dall'australiana Cate Blanchett con la voce italiana di Cristiana Lionello.
Nella serie televisiva Il Signore degli Anelli - Gli Anelli del Potere di Amazon Prime Video, Galadriel è interpretata da Morfydd Clark con la voce italiana di Valentina Favazza.

## Famiglia di Galadriel
|        |        | Finwë  | Finwë  | Finwë     | Finwë     | Finwë     | Finwë     |           |           |        |        |        |        | Indis | Indis | Indis     | Indis     | Indis     | Indis     |           |           |         |         |                      |          |          |          |          |          |        |        |           |           |           |           | Olwë      | Olwë      | Olwë      | Olwë      | Olwë              | Olwë              |                   |                   |                   |                   |          |          |          |          |          |          |  |  |  |  |  |  |  |  |
|        |        | Finwë  | Finwë  | Finwë     | Finwë     | Finwë     | Finwë     |           |           |        |        |        |        | Indis | Indis | Indis     | Indis     | Indis     | Indis     |           |           |         |         |                      |          |          |          |          |          |        |        |           |           |           |           | Olwë      | Olwë      | Olwë      | Olwë      | Olwë              | Olwë              |                   |                   |                   |                   |          |          |          |          |          |          |  |  |  |  |  |  |  |  |
|        |        |        |        |           |           |           |           |           |           |        |        |        |        |       |       |           |           |           |           |           |           |         |         |                      |          |          |          |          |          |        |        |           |           |           |           |           |           |           |           |                   |                   |                   |                   |                   |                   |          |          |          |          |          |          |  |  |  |  |  |  |  |  |
|        |        |        |        |           |           |           |           |           |           |        |        |        |        |       |       |           |           |           |           |           |           |         |         |                      |          |          |          |          |          |        |        |           |           |           |           |           |           |           |           |                   |                   |                   |                   |                   |                   |          |          |          |          |          |          |  |  |  |  |  |  |  |  |
|        |        |        |        | Fingolfin | Fingolfin | Fingolfin | Fingolfin | Fingolfin | Fingolfin |        |        |        |        |       |       |           |           |           |           |           |           |         |         | Finarfin             | Finarfin | Finarfin | Finarfin | Finarfin | Finarfin |        |        |           |           |           |           | Eärwen    | Eärwen    | Eärwen    | Eärwen    | Eärwen            | Eärwen            |                   |                   |                   |                   |          |          |          |          |          |          |  |  |  |  |  |  |  |  |
|        |        |        |        | Fingolfin | Fingolfin | Fingolfin | Fingolfin | Fingolfin | Fingolfin |        |        |        |        |       |       |           |           |           |           |           |           |         |         | Finarfin             | Finarfin | Finarfin | Finarfin | Finarfin | Finarfin |        |        |           |           |           |           | Eärwen    | Eärwen    | Eärwen    | Eärwen    | Eärwen            | Eärwen            |                   |                   |                   |                   |          |          |          |          |          |          |  |  |  |  |  |  |  |  |
|        |        |        |        |           |           |           |           |           |           |        |        |        |        |       |       |           |           |           |           |           |           |         |         |                      |          |          |          |          |          |        |        |           |           |           |           |           |           |           |           |                   |                   |                   |                   |                   |                   |          |          |          |          |          |          |  |  |  |  |  |  |  |  |
|        |        |        |        |           |           |           |           |           |           |        |        |        |        |       |       |           |           |           |           |           |           |         |         |                      |          |          |          |          |          |        |        |           |           |           |           |           |           |           |           |                   |                   |                   |                   |                   |                   |          |          |          |          |          |          |  |  |  |  |  |  |  |  |
| Finrod | Finrod | Finrod | Finrod | Finrod    | Finrod    |           |           | Angrod    | Angrod    | Angrod | Angrod | Angrod | Angrod |       |       | Orodreth  | Orodreth  | Orodreth  | Orodreth  | Orodreth  | Orodreth  |         |         | Aegnor               | Aegnor   | Aegnor   | Aegnor   | Aegnor   | Aegnor   |        |        | Galadriel | Galadriel | Galadriel | Galadriel | Galadriel | Galadriel |           |           |                   |                   |                   |                   | Celeborn          | Celeborn          | Celeborn | Celeborn | Celeborn | Celeborn |          |          |  |  |  |  |  |  |  |  |
| Finrod | Finrod | Finrod | Finrod | Finrod    | Finrod    |           |           | Angrod    | Angrod    | Angrod | Angrod | Angrod | Angrod |       |       | Orodreth  | Orodreth  | Orodreth  | Orodreth  | Orodreth  | Orodreth  |         |         | Aegnor               | Aegnor   | Aegnor   | Aegnor   | Aegnor   | Aegnor   |        |        | Galadriel | Galadriel | Galadriel | Galadriel | Galadriel | Galadriel |           |           |                   |                   |                   |                   | Celeborn          | Celeborn          | Celeborn | Celeborn | Celeborn | Celeborn |          |          |  |  |  |  |  |  |  |  |
|        |        |        |        |           |           |           |           |           |           |        |        |        |        |       |       |           |           |           |           |           |           |         |         |                      |          |          |          |          |          |        |        |           |           |           |           |           |           |           |           |                   |                   |                   |                   |                   |                   |          |          |          |          |          |          |  |  |  |  |  |  |  |  |
|        |        |        |        |           |           |           |           |           |           |        |        |        |        |       |       |           |           |           |           |           |           |         |         |                      |          |          |          |          |          |        |        |           |           |           |           |           |           |           |           |                   |                   |                   |                   |                   |                   |          |          |          |          |          |          |  |  |  |  |  |  |  |  |
|        |        |        |        |           |           |           |           |           |           |        |        |        |        |       |       | Finduilas | Finduilas | Finduilas | Finduilas | Finduilas | Finduilas |         |         |                      |          | Elrond   | Elrond   | Elrond   | Elrond   | Elrond | Elrond |           |           |           |           |           |           | Celebrían | Celebrían | Celebrían         | Celebrían         | Celebrían         | Celebrían         |                   |                   | (Amroth) | (Amroth) | (Amroth) | (Amroth) | (Amroth) | (Amroth) |  |  |  |  |  |  |  |  |
|        |        |        |        |           |           |           |           |           |           |        |        |        |        |       |       | Finduilas | Finduilas | Finduilas | Finduilas | Finduilas | Finduilas |         |         |                      |          | Elrond   | Elrond   | Elrond   | Elrond   | Elrond | Elrond |           |           |           |           |           |           | Celebrían | Celebrían | Celebrían         | Celebrían         | Celebrían         | Celebrían         |                   |                   | (Amroth) | (Amroth) | (Amroth) | (Amroth) | (Amroth) | (Amroth) |  |  |  |  |  |  |  |  |
|        |        |        |        |           |           |           |           |           |           |        |        |        |        |       |       |           |           |           |           |           |           |         |         |                      |          |          |          |          |          |        |        |           |           |           |           |           |           |           |           |                   |                   |                   |                   |                   |                   |          |          |          |          |          |          |  |  |  |  |  |  |  |  |
|        |        |        |        |           |           |           |           |           |           |        |        |        |        |       |       |           |           |           |           |           |           |         |         |                      |          |          |          |          |          |        |        |           |           |           |           |           |           |           |           |                   |                   |                   |                   |                   |                   |          |          |          |          |          |          |  |  |  |  |  |  |  |  |
|        |        |        |        |           |           |           |           |           |           |        |        |        |        |       |       |           |           | Aragorn   | Aragorn   | Aragorn   | Aragorn   | Aragorn | Aragorn |                      |          |          |          |          |          | Arwen  | Arwen  | Arwen     | Arwen     | Arwen     | Arwen     |           |           |           |           | Elladan e Elrohir | Elladan e Elrohir | Elladan e Elrohir | Elladan e Elrohir | Elladan e Elrohir | Elladan e Elrohir |          |          |          |          |          |          |  |  |  |  |  |  |  |  |
|        |        |        |        |           |           |           |           |           |           |        |        |        |        |       |       |           |           | Aragorn   | Aragorn   | Aragorn   | Aragorn   | Aragorn | Aragorn |                      |          |          |          |          |          | Arwen  | Arwen  | Arwen     | Arwen     | Arwen     | Arwen     |           |           |           |           | Elladan e Elrohir | Elladan e Elrohir | Elladan e Elrohir | Elladan e Elrohir | Elladan e Elrohir | Elladan e Elrohir |          |          |          |          |          |          |  |  |  |  |  |  |  |  |
|        |        |        |        |           |           |           |           |           |           |        |        |        |        |       |       |           |           |           |           |           |           |         |         |                      |          |          |          |          |          |        |        |           |           |           |           |           |           |           |           |                   |                   |                   |                   |                   |                   |          |          |          |          |          |          |  |  |  |  |  |  |  |  |
|        |        |        |        |           |           |           |           |           |           |        |        |        |        |       |       |           |           |           |           |           |           |         |         | Eldarion             |          |          |          |          |          |        |        |           |           |           |           |           |           |           |           |                   |                   |                   |                   |                   |                   |          |          |          |          |          |          |  |  |  |  |  |  |  |  |
|        |        |        |        |           |           |           |           |           |           |        |        |        |        |       |       |           |           |           |           |           |           |         |         |                      |          |          |          |          |          |        |        |           |           |           |           |           |           |           |           |                   |                   |                   |                   |                   |                   |          |          |          |          |          |          |  |  |  |  |  |  |  |  |
|        |        |        |        |           |           |           |           |           |           |        |        |        |        |       |       |           |           |           |           |           |           |         |         | Re dei Regni Riuniti |          |          |          |          |          |        |        |           |           |           |           |           |           |           |           |                   |                   |                   |                   |                   |                   |          |          |          |          |          |          |  |  |  |  |  |  |  |  |